# Daphniidae
Daphniidae es una familia del orden Cladocera, pequeños crustáceos conocidos como falsas pulgas de mar. Las especies dentro de esta familia se encuentran en múltiples lugares de África incluyendo el lago Chad, en el Noroeste de África y en los salares de Makgadikgadi, en Botsuana. Algunos de estos lugares son lagos temporales en los cuales el nivel del agua varia considerablemente.
Los siguientes géneros son incluidos en esta familia:
- Ceriodaphnia (Dana, 1853)
- Daphnia (O. F. Müller, 1785)
- Megafenestra (Dumont and Pensaert, 1983)
- Scapholeberis (Schoedler, 1858)
- Simocephalus (Schoedler, 1858)

Los miembros del género Moinidae también pueden ser incluidos junto a los Daphniidae.